# Хаик, Кэтрин
Кэтрин Хэйк (англ. Katherine Haik; род. 9 мая 2000 года; Ковингтон, Луизиана, США) — американская модель, победительница конкурса красоты Юная Мисс США 2015. Стала самой молодой победительницей в истории конкурса.

## Биография
Родилась 9 мая 2000 года в Ковингтоне, штат Луизиана в семье Тима и Дженнифер Хиак. Выросла в городе Франклинтон. Окончила школу Franklinton High School.
Кэтрин является членом Первой Баптистской Церкви Франклинтона и играет в софтбол с трёх лет.

## Конкурс красоты
Победительница в родном штате Луизиана, а также победительница в национальном конкурсе.